# Przesyłka specjalna
Przesyłka specjalna (ang. Special Delivery) – amerykańska komedia obyczajowa z 2008 roku w reżyserii Michaela M. Scotta. Wyprodukowany przez Marvista Entertainment.

## Opis fabuły
Kurierka Maxine (Lisa Edelstein) ma konwojować czternastoletnią Alice (Brenda Song), rozpieszczoną córkę chińskiego przedsiębiorcy, z Chin na Hawaje. Ojciec dziewczyny popadł w konflikt z rządem i Maxine podejrzewa, iż jej misja łączy się z dużym ryzykiem. Zachowanie krnąbnej nastolatki nie ułatwia jej zadania.

## Obsada
- Brenda Song jako Alice Marie Cantwell
- Lisa Edelstein jako Maxine Carter
- Robert Gant jako Nate
- Julie Ow jako Naomi
- Michael Cowell jako Bill Devane
- Stan Egi jako Danny Wong
- Dann Seki jako Dawson
- Ned Van Zandt jako Alan Cantwell
- Milan Tresnak jako Rudd Weathers
- Blade Rogers jako Dex
- Alana Brennan jako Fran
- Brock Little jako Darius

i inni